# Regal grec
En escacs, el sacrifici grec, regal grec o sacrifici clàssic d'alfil és un sacrifici típic d'un alfil que fa Axh7+ en el cas de les blanques o bé Axh2+ en el cas de les negres.
|   | a | b | c | d | e | f | g | h |   |
| 8 | a8 negres torre · b8 negres cavall · c8 negres alfil · d8 negres dama · f8 negres torre · g8 negres rei · a7 negres peó · b7 negres peó · c7 negres peó · d7 negres cavall · f7 negres peó · g7 negres peó · h7 negres peó · e6 negres peó · d5 negres peó · e5 blanques peó · b4 negres alfil · d4 blanques peó · c3 blanques cavall · d3 blanques alfil · f3 blanques cavall · a2 blanques peó · b2 blanques peó · c2 blanques peó · f2 blanques peó · g2 blanques peó · h2 blanques peó · a1 blanques torre · c1 blanques alfil · d1 blanques dama · e1 blanques rei · h1 blanques torre | a8 negres torre · b8 negres cavall · c8 negres alfil · d8 negres dama · f8 negres torre · g8 negres rei · a7 negres peó · b7 negres peó · c7 negres peó · d7 negres cavall · f7 negres peó · g7 negres peó · h7 negres peó · e6 negres peó · d5 negres peó · e5 blanques peó · b4 negres alfil · d4 blanques peó · c3 blanques cavall · d3 blanques alfil · f3 blanques cavall · a2 blanques peó · b2 blanques peó · c2 blanques peó · f2 blanques peó · g2 blanques peó · h2 blanques peó · a1 blanques torre · c1 blanques alfil · d1 blanques dama · e1 blanques rei · h1 blanques torre | a8 negres torre · b8 negres cavall · c8 negres alfil · d8 negres dama · f8 negres torre · g8 negres rei · a7 negres peó · b7 negres peó · c7 negres peó · d7 negres cavall · f7 negres peó · g7 negres peó · h7 negres peó · e6 negres peó · d5 negres peó · e5 blanques peó · b4 negres alfil · d4 blanques peó · c3 blanques cavall · d3 blanques alfil · f3 blanques cavall · a2 blanques peó · b2 blanques peó · c2 blanques peó · f2 blanques peó · g2 blanques peó · h2 blanques peó · a1 blanques torre · c1 blanques alfil · d1 blanques dama · e1 blanques rei · h1 blanques torre | a8 negres torre · b8 negres cavall · c8 negres alfil · d8 negres dama · f8 negres torre · g8 negres rei · a7 negres peó · b7 negres peó · c7 negres peó · d7 negres cavall · f7 negres peó · g7 negres peó · h7 negres peó · e6 negres peó · d5 negres peó · e5 blanques peó · b4 negres alfil · d4 blanques peó · c3 blanques cavall · d3 blanques alfil · f3 blanques cavall · a2 blanques peó · b2 blanques peó · c2 blanques peó · f2 blanques peó · g2 blanques peó · h2 blanques peó · a1 blanques torre · c1 blanques alfil · d1 blanques dama · e1 blanques rei · h1 blanques torre | a8 negres torre · b8 negres cavall · c8 negres alfil · d8 negres dama · f8 negres torre · g8 negres rei · a7 negres peó · b7 negres peó · c7 negres peó · d7 negres cavall · f7 negres peó · g7 negres peó · h7 negres peó · e6 negres peó · d5 negres peó · e5 blanques peó · b4 negres alfil · d4 blanques peó · c3 blanques cavall · d3 blanques alfil · f3 blanques cavall · a2 blanques peó · b2 blanques peó · c2 blanques peó · f2 blanques peó · g2 blanques peó · h2 blanques peó · a1 blanques torre · c1 blanques alfil · d1 blanques dama · e1 blanques rei · h1 blanques torre | a8 negres torre · b8 negres cavall · c8 negres alfil · d8 negres dama · f8 negres torre · g8 negres rei · a7 negres peó · b7 negres peó · c7 negres peó · d7 negres cavall · f7 negres peó · g7 negres peó · h7 negres peó · e6 negres peó · d5 negres peó · e5 blanques peó · b4 negres alfil · d4 blanques peó · c3 blanques cavall · d3 blanques alfil · f3 blanques cavall · a2 blanques peó · b2 blanques peó · c2 blanques peó · f2 blanques peó · g2 blanques peó · h2 blanques peó · a1 blanques torre · c1 blanques alfil · d1 blanques dama · e1 blanques rei · h1 blanques torre | a8 negres torre · b8 negres cavall · c8 negres alfil · d8 negres dama · f8 negres torre · g8 negres rei · a7 negres peó · b7 negres peó · c7 negres peó · d7 negres cavall · f7 negres peó · g7 negres peó · h7 negres peó · e6 negres peó · d5 negres peó · e5 blanques peó · b4 negres alfil · d4 blanques peó · c3 blanques cavall · d3 blanques alfil · f3 blanques cavall · a2 blanques peó · b2 blanques peó · c2 blanques peó · f2 blanques peó · g2 blanques peó · h2 blanques peó · a1 blanques torre · c1 blanques alfil · d1 blanques dama · e1 blanques rei · h1 blanques torre | a8 negres torre · b8 negres cavall · c8 negres alfil · d8 negres dama · f8 negres torre · g8 negres rei · a7 negres peó · b7 negres peó · c7 negres peó · d7 negres cavall · f7 negres peó · g7 negres peó · h7 negres peó · e6 negres peó · d5 negres peó · e5 blanques peó · b4 negres alfil · d4 blanques peó · c3 blanques cavall · d3 blanques alfil · f3 blanques cavall · a2 blanques peó · b2 blanques peó · c2 blanques peó · f2 blanques peó · g2 blanques peó · h2 blanques peó · a1 blanques torre · c1 blanques alfil · d1 blanques dama · e1 blanques rei · h1 blanques torre | 8 |
| 7 | a8 negres torre · b8 negres cavall · c8 negres alfil · d8 negres dama · f8 negres torre · g8 negres rei · a7 negres peó · b7 negres peó · c7 negres peó · d7 negres cavall · f7 negres peó · g7 negres peó · h7 negres peó · e6 negres peó · d5 negres peó · e5 blanques peó · b4 negres alfil · d4 blanques peó · c3 blanques cavall · d3 blanques alfil · f3 blanques cavall · a2 blanques peó · b2 blanques peó · c2 blanques peó · f2 blanques peó · g2 blanques peó · h2 blanques peó · a1 blanques torre · c1 blanques alfil · d1 blanques dama · e1 blanques rei · h1 blanques torre | a8 negres torre · b8 negres cavall · c8 negres alfil · d8 negres dama · f8 negres torre · g8 negres rei · a7 negres peó · b7 negres peó · c7 negres peó · d7 negres cavall · f7 negres peó · g7 negres peó · h7 negres peó · e6 negres peó · d5 negres peó · e5 blanques peó · b4 negres alfil · d4 blanques peó · c3 blanques cavall · d3 blanques alfil · f3 blanques cavall · a2 blanques peó · b2 blanques peó · c2 blanques peó · f2 blanques peó · g2 blanques peó · h2 blanques peó · a1 blanques torre · c1 blanques alfil · d1 blanques dama · e1 blanques rei · h1 blanques torre | a8 negres torre · b8 negres cavall · c8 negres alfil · d8 negres dama · f8 negres torre · g8 negres rei · a7 negres peó · b7 negres peó · c7 negres peó · d7 negres cavall · f7 negres peó · g7 negres peó · h7 negres peó · e6 negres peó · d5 negres peó · e5 blanques peó · b4 negres alfil · d4 blanques peó · c3 blanques cavall · d3 blanques alfil · f3 blanques cavall · a2 blanques peó · b2 blanques peó · c2 blanques peó · f2 blanques peó · g2 blanques peó · h2 blanques peó · a1 blanques torre · c1 blanques alfil · d1 blanques dama · e1 blanques rei · h1 blanques torre | a8 negres torre · b8 negres cavall · c8 negres alfil · d8 negres dama · f8 negres torre · g8 negres rei · a7 negres peó · b7 negres peó · c7 negres peó · d7 negres cavall · f7 negres peó · g7 negres peó · h7 negres peó · e6 negres peó · d5 negres peó · e5 blanques peó · b4 negres alfil · d4 blanques peó · c3 blanques cavall · d3 blanques alfil · f3 blanques cavall · a2 blanques peó · b2 blanques peó · c2 blanques peó · f2 blanques peó · g2 blanques peó · h2 blanques peó · a1 blanques torre · c1 blanques alfil · d1 blanques dama · e1 blanques rei · h1 blanques torre | a8 negres torre · b8 negres cavall · c8 negres alfil · d8 negres dama · f8 negres torre · g8 negres rei · a7 negres peó · b7 negres peó · c7 negres peó · d7 negres cavall · f7 negres peó · g7 negres peó · h7 negres peó · e6 negres peó · d5 negres peó · e5 blanques peó · b4 negres alfil · d4 blanques peó · c3 blanques cavall · d3 blanques alfil · f3 blanques cavall · a2 blanques peó · b2 blanques peó · c2 blanques peó · f2 blanques peó · g2 blanques peó · h2 blanques peó · a1 blanques torre · c1 blanques alfil · d1 blanques dama · e1 blanques rei · h1 blanques torre | a8 negres torre · b8 negres cavall · c8 negres alfil · d8 negres dama · f8 negres torre · g8 negres rei · a7 negres peó · b7 negres peó · c7 negres peó · d7 negres cavall · f7 negres peó · g7 negres peó · h7 negres peó · e6 negres peó · d5 negres peó · e5 blanques peó · b4 negres alfil · d4 blanques peó · c3 blanques cavall · d3 blanques alfil · f3 blanques cavall · a2 blanques peó · b2 blanques peó · c2 blanques peó · f2 blanques peó · g2 blanques peó · h2 blanques peó · a1 blanques torre · c1 blanques alfil · d1 blanques dama · e1 blanques rei · h1 blanques torre | a8 negres torre · b8 negres cavall · c8 negres alfil · d8 negres dama · f8 negres torre · g8 negres rei · a7 negres peó · b7 negres peó · c7 negres peó · d7 negres cavall · f7 negres peó · g7 negres peó · h7 negres peó · e6 negres peó · d5 negres peó · e5 blanques peó · b4 negres alfil · d4 blanques peó · c3 blanques cavall · d3 blanques alfil · f3 blanques cavall · a2 blanques peó · b2 blanques peó · c2 blanques peó · f2 blanques peó · g2 blanques peó · h2 blanques peó · a1 blanques torre · c1 blanques alfil · d1 blanques dama · e1 blanques rei · h1 blanques torre | a8 negres torre · b8 negres cavall · c8 negres alfil · d8 negres dama · f8 negres torre · g8 negres rei · a7 negres peó · b7 negres peó · c7 negres peó · d7 negres cavall · f7 negres peó · g7 negres peó · h7 negres peó · e6 negres peó · d5 negres peó · e5 blanques peó · b4 negres alfil · d4 blanques peó · c3 blanques cavall · d3 blanques alfil · f3 blanques cavall · a2 blanques peó · b2 blanques peó · c2 blanques peó · f2 blanques peó · g2 blanques peó · h2 blanques peó · a1 blanques torre · c1 blanques alfil · d1 blanques dama · e1 blanques rei · h1 blanques torre | 7 |
| 6 | a8 negres torre · b8 negres cavall · c8 negres alfil · d8 negres dama · f8 negres torre · g8 negres rei · a7 negres peó · b7 negres peó · c7 negres peó · d7 negres cavall · f7 negres peó · g7 negres peó · h7 negres peó · e6 negres peó · d5 negres peó · e5 blanques peó · b4 negres alfil · d4 blanques peó · c3 blanques cavall · d3 blanques alfil · f3 blanques cavall · a2 blanques peó · b2 blanques peó · c2 blanques peó · f2 blanques peó · g2 blanques peó · h2 blanques peó · a1 blanques torre · c1 blanques alfil · d1 blanques dama · e1 blanques rei · h1 blanques torre | a8 negres torre · b8 negres cavall · c8 negres alfil · d8 negres dama · f8 negres torre · g8 negres rei · a7 negres peó · b7 negres peó · c7 negres peó · d7 negres cavall · f7 negres peó · g7 negres peó · h7 negres peó · e6 negres peó · d5 negres peó · e5 blanques peó · b4 negres alfil · d4 blanques peó · c3 blanques cavall · d3 blanques alfil · f3 blanques cavall · a2 blanques peó · b2 blanques peó · c2 blanques peó · f2 blanques peó · g2 blanques peó · h2 blanques peó · a1 blanques torre · c1 blanques alfil · d1 blanques dama · e1 blanques rei · h1 blanques torre | a8 negres torre · b8 negres cavall · c8 negres alfil · d8 negres dama · f8 negres torre · g8 negres rei · a7 negres peó · b7 negres peó · c7 negres peó · d7 negres cavall · f7 negres peó · g7 negres peó · h7 negres peó · e6 negres peó · d5 negres peó · e5 blanques peó · b4 negres alfil · d4 blanques peó · c3 blanques cavall · d3 blanques alfil · f3 blanques cavall · a2 blanques peó · b2 blanques peó · c2 blanques peó · f2 blanques peó · g2 blanques peó · h2 blanques peó · a1 blanques torre · c1 blanques alfil · d1 blanques dama · e1 blanques rei · h1 blanques torre | a8 negres torre · b8 negres cavall · c8 negres alfil · d8 negres dama · f8 negres torre · g8 negres rei · a7 negres peó · b7 negres peó · c7 negres peó · d7 negres cavall · f7 negres peó · g7 negres peó · h7 negres peó · e6 negres peó · d5 negres peó · e5 blanques peó · b4 negres alfil · d4 blanques peó · c3 blanques cavall · d3 blanques alfil · f3 blanques cavall · a2 blanques peó · b2 blanques peó · c2 blanques peó · f2 blanques peó · g2 blanques peó · h2 blanques peó · a1 blanques torre · c1 blanques alfil · d1 blanques dama · e1 blanques rei · h1 blanques torre | a8 negres torre · b8 negres cavall · c8 negres alfil · d8 negres dama · f8 negres torre · g8 negres rei · a7 negres peó · b7 negres peó · c7 negres peó · d7 negres cavall · f7 negres peó · g7 negres peó · h7 negres peó · e6 negres peó · d5 negres peó · e5 blanques peó · b4 negres alfil · d4 blanques peó · c3 blanques cavall · d3 blanques alfil · f3 blanques cavall · a2 blanques peó · b2 blanques peó · c2 blanques peó · f2 blanques peó · g2 blanques peó · h2 blanques peó · a1 blanques torre · c1 blanques alfil · d1 blanques dama · e1 blanques rei · h1 blanques torre | a8 negres torre · b8 negres cavall · c8 negres alfil · d8 negres dama · f8 negres torre · g8 negres rei · a7 negres peó · b7 negres peó · c7 negres peó · d7 negres cavall · f7 negres peó · g7 negres peó · h7 negres peó · e6 negres peó · d5 negres peó · e5 blanques peó · b4 negres alfil · d4 blanques peó · c3 blanques cavall · d3 blanques alfil · f3 blanques cavall · a2 blanques peó · b2 blanques peó · c2 blanques peó · f2 blanques peó · g2 blanques peó · h2 blanques peó · a1 blanques torre · c1 blanques alfil · d1 blanques dama · e1 blanques rei · h1 blanques torre | a8 negres torre · b8 negres cavall · c8 negres alfil · d8 negres dama · f8 negres torre · g8 negres rei · a7 negres peó · b7 negres peó · c7 negres peó · d7 negres cavall · f7 negres peó · g7 negres peó · h7 negres peó · e6 negres peó · d5 negres peó · e5 blanques peó · b4 negres alfil · d4 blanques peó · c3 blanques cavall · d3 blanques alfil · f3 blanques cavall · a2 blanques peó · b2 blanques peó · c2 blanques peó · f2 blanques peó · g2 blanques peó · h2 blanques peó · a1 blanques torre · c1 blanques alfil · d1 blanques dama · e1 blanques rei · h1 blanques torre | a8 negres torre · b8 negres cavall · c8 negres alfil · d8 negres dama · f8 negres torre · g8 negres rei · a7 negres peó · b7 negres peó · c7 negres peó · d7 negres cavall · f7 negres peó · g7 negres peó · h7 negres peó · e6 negres peó · d5 negres peó · e5 blanques peó · b4 negres alfil · d4 blanques peó · c3 blanques cavall · d3 blanques alfil · f3 blanques cavall · a2 blanques peó · b2 blanques peó · c2 blanques peó · f2 blanques peó · g2 blanques peó · h2 blanques peó · a1 blanques torre · c1 blanques alfil · d1 blanques dama · e1 blanques rei · h1 blanques torre | 6 |
| 5 | a8 negres torre · b8 negres cavall · c8 negres alfil · d8 negres dama · f8 negres torre · g8 negres rei · a7 negres peó · b7 negres peó · c7 negres peó · d7 negres cavall · f7 negres peó · g7 negres peó · h7 negres peó · e6 negres peó · d5 negres peó · e5 blanques peó · b4 negres alfil · d4 blanques peó · c3 blanques cavall · d3 blanques alfil · f3 blanques cavall · a2 blanques peó · b2 blanques peó · c2 blanques peó · f2 blanques peó · g2 blanques peó · h2 blanques peó · a1 blanques torre · c1 blanques alfil · d1 blanques dama · e1 blanques rei · h1 blanques torre | a8 negres torre · b8 negres cavall · c8 negres alfil · d8 negres dama · f8 negres torre · g8 negres rei · a7 negres peó · b7 negres peó · c7 negres peó · d7 negres cavall · f7 negres peó · g7 negres peó · h7 negres peó · e6 negres peó · d5 negres peó · e5 blanques peó · b4 negres alfil · d4 blanques peó · c3 blanques cavall · d3 blanques alfil · f3 blanques cavall · a2 blanques peó · b2 blanques peó · c2 blanques peó · f2 blanques peó · g2 blanques peó · h2 blanques peó · a1 blanques torre · c1 blanques alfil · d1 blanques dama · e1 blanques rei · h1 blanques torre | a8 negres torre · b8 negres cavall · c8 negres alfil · d8 negres dama · f8 negres torre · g8 negres rei · a7 negres peó · b7 negres peó · c7 negres peó · d7 negres cavall · f7 negres peó · g7 negres peó · h7 negres peó · e6 negres peó · d5 negres peó · e5 blanques peó · b4 negres alfil · d4 blanques peó · c3 blanques cavall · d3 blanques alfil · f3 blanques cavall · a2 blanques peó · b2 blanques peó · c2 blanques peó · f2 blanques peó · g2 blanques peó · h2 blanques peó · a1 blanques torre · c1 blanques alfil · d1 blanques dama · e1 blanques rei · h1 blanques torre | a8 negres torre · b8 negres cavall · c8 negres alfil · d8 negres dama · f8 negres torre · g8 negres rei · a7 negres peó · b7 negres peó · c7 negres peó · d7 negres cavall · f7 negres peó · g7 negres peó · h7 negres peó · e6 negres peó · d5 negres peó · e5 blanques peó · b4 negres alfil · d4 blanques peó · c3 blanques cavall · d3 blanques alfil · f3 blanques cavall · a2 blanques peó · b2 blanques peó · c2 blanques peó · f2 blanques peó · g2 blanques peó · h2 blanques peó · a1 blanques torre · c1 blanques alfil · d1 blanques dama · e1 blanques rei · h1 blanques torre | a8 negres torre · b8 negres cavall · c8 negres alfil · d8 negres dama · f8 negres torre · g8 negres rei · a7 negres peó · b7 negres peó · c7 negres peó · d7 negres cavall · f7 negres peó · g7 negres peó · h7 negres peó · e6 negres peó · d5 negres peó · e5 blanques peó · b4 negres alfil · d4 blanques peó · c3 blanques cavall · d3 blanques alfil · f3 blanques cavall · a2 blanques peó · b2 blanques peó · c2 blanques peó · f2 blanques peó · g2 blanques peó · h2 blanques peó · a1 blanques torre · c1 blanques alfil · d1 blanques dama · e1 blanques rei · h1 blanques torre | a8 negres torre · b8 negres cavall · c8 negres alfil · d8 negres dama · f8 negres torre · g8 negres rei · a7 negres peó · b7 negres peó · c7 negres peó · d7 negres cavall · f7 negres peó · g7 negres peó · h7 negres peó · e6 negres peó · d5 negres peó · e5 blanques peó · b4 negres alfil · d4 blanques peó · c3 blanques cavall · d3 blanques alfil · f3 blanques cavall · a2 blanques peó · b2 blanques peó · c2 blanques peó · f2 blanques peó · g2 blanques peó · h2 blanques peó · a1 blanques torre · c1 blanques alfil · d1 blanques dama · e1 blanques rei · h1 blanques torre | a8 negres torre · b8 negres cavall · c8 negres alfil · d8 negres dama · f8 negres torre · g8 negres rei · a7 negres peó · b7 negres peó · c7 negres peó · d7 negres cavall · f7 negres peó · g7 negres peó · h7 negres peó · e6 negres peó · d5 negres peó · e5 blanques peó · b4 negres alfil · d4 blanques peó · c3 blanques cavall · d3 blanques alfil · f3 blanques cavall · a2 blanques peó · b2 blanques peó · c2 blanques peó · f2 blanques peó · g2 blanques peó · h2 blanques peó · a1 blanques torre · c1 blanques alfil · d1 blanques dama · e1 blanques rei · h1 blanques torre | a8 negres torre · b8 negres cavall · c8 negres alfil · d8 negres dama · f8 negres torre · g8 negres rei · a7 negres peó · b7 negres peó · c7 negres peó · d7 negres cavall · f7 negres peó · g7 negres peó · h7 negres peó · e6 negres peó · d5 negres peó · e5 blanques peó · b4 negres alfil · d4 blanques peó · c3 blanques cavall · d3 blanques alfil · f3 blanques cavall · a2 blanques peó · b2 blanques peó · c2 blanques peó · f2 blanques peó · g2 blanques peó · h2 blanques peó · a1 blanques torre · c1 blanques alfil · d1 blanques dama · e1 blanques rei · h1 blanques torre | 5 |
| 4 | a8 negres torre · b8 negres cavall · c8 negres alfil · d8 negres dama · f8 negres torre · g8 negres rei · a7 negres peó · b7 negres peó · c7 negres peó · d7 negres cavall · f7 negres peó · g7 negres peó · h7 negres peó · e6 negres peó · d5 negres peó · e5 blanques peó · b4 negres alfil · d4 blanques peó · c3 blanques cavall · d3 blanques alfil · f3 blanques cavall · a2 blanques peó · b2 blanques peó · c2 blanques peó · f2 blanques peó · g2 blanques peó · h2 blanques peó · a1 blanques torre · c1 blanques alfil · d1 blanques dama · e1 blanques rei · h1 blanques torre | a8 negres torre · b8 negres cavall · c8 negres alfil · d8 negres dama · f8 negres torre · g8 negres rei · a7 negres peó · b7 negres peó · c7 negres peó · d7 negres cavall · f7 negres peó · g7 negres peó · h7 negres peó · e6 negres peó · d5 negres peó · e5 blanques peó · b4 negres alfil · d4 blanques peó · c3 blanques cavall · d3 blanques alfil · f3 blanques cavall · a2 blanques peó · b2 blanques peó · c2 blanques peó · f2 blanques peó · g2 blanques peó · h2 blanques peó · a1 blanques torre · c1 blanques alfil · d1 blanques dama · e1 blanques rei · h1 blanques torre | a8 negres torre · b8 negres cavall · c8 negres alfil · d8 negres dama · f8 negres torre · g8 negres rei · a7 negres peó · b7 negres peó · c7 negres peó · d7 negres cavall · f7 negres peó · g7 negres peó · h7 negres peó · e6 negres peó · d5 negres peó · e5 blanques peó · b4 negres alfil · d4 blanques peó · c3 blanques cavall · d3 blanques alfil · f3 blanques cavall · a2 blanques peó · b2 blanques peó · c2 blanques peó · f2 blanques peó · g2 blanques peó · h2 blanques peó · a1 blanques torre · c1 blanques alfil · d1 blanques dama · e1 blanques rei · h1 blanques torre | a8 negres torre · b8 negres cavall · c8 negres alfil · d8 negres dama · f8 negres torre · g8 negres rei · a7 negres peó · b7 negres peó · c7 negres peó · d7 negres cavall · f7 negres peó · g7 negres peó · h7 negres peó · e6 negres peó · d5 negres peó · e5 blanques peó · b4 negres alfil · d4 blanques peó · c3 blanques cavall · d3 blanques alfil · f3 blanques cavall · a2 blanques peó · b2 blanques peó · c2 blanques peó · f2 blanques peó · g2 blanques peó · h2 blanques peó · a1 blanques torre · c1 blanques alfil · d1 blanques dama · e1 blanques rei · h1 blanques torre | a8 negres torre · b8 negres cavall · c8 negres alfil · d8 negres dama · f8 negres torre · g8 negres rei · a7 negres peó · b7 negres peó · c7 negres peó · d7 negres cavall · f7 negres peó · g7 negres peó · h7 negres peó · e6 negres peó · d5 negres peó · e5 blanques peó · b4 negres alfil · d4 blanques peó · c3 blanques cavall · d3 blanques alfil · f3 blanques cavall · a2 blanques peó · b2 blanques peó · c2 blanques peó · f2 blanques peó · g2 blanques peó · h2 blanques peó · a1 blanques torre · c1 blanques alfil · d1 blanques dama · e1 blanques rei · h1 blanques torre | a8 negres torre · b8 negres cavall · c8 negres alfil · d8 negres dama · f8 negres torre · g8 negres rei · a7 negres peó · b7 negres peó · c7 negres peó · d7 negres cavall · f7 negres peó · g7 negres peó · h7 negres peó · e6 negres peó · d5 negres peó · e5 blanques peó · b4 negres alfil · d4 blanques peó · c3 blanques cavall · d3 blanques alfil · f3 blanques cavall · a2 blanques peó · b2 blanques peó · c2 blanques peó · f2 blanques peó · g2 blanques peó · h2 blanques peó · a1 blanques torre · c1 blanques alfil · d1 blanques dama · e1 blanques rei · h1 blanques torre | a8 negres torre · b8 negres cavall · c8 negres alfil · d8 negres dama · f8 negres torre · g8 negres rei · a7 negres peó · b7 negres peó · c7 negres peó · d7 negres cavall · f7 negres peó · g7 negres peó · h7 negres peó · e6 negres peó · d5 negres peó · e5 blanques peó · b4 negres alfil · d4 blanques peó · c3 blanques cavall · d3 blanques alfil · f3 blanques cavall · a2 blanques peó · b2 blanques peó · c2 blanques peó · f2 blanques peó · g2 blanques peó · h2 blanques peó · a1 blanques torre · c1 blanques alfil · d1 blanques dama · e1 blanques rei · h1 blanques torre | a8 negres torre · b8 negres cavall · c8 negres alfil · d8 negres dama · f8 negres torre · g8 negres rei · a7 negres peó · b7 negres peó · c7 negres peó · d7 negres cavall · f7 negres peó · g7 negres peó · h7 negres peó · e6 negres peó · d5 negres peó · e5 blanques peó · b4 negres alfil · d4 blanques peó · c3 blanques cavall · d3 blanques alfil · f3 blanques cavall · a2 blanques peó · b2 blanques peó · c2 blanques peó · f2 blanques peó · g2 blanques peó · h2 blanques peó · a1 blanques torre · c1 blanques alfil · d1 blanques dama · e1 blanques rei · h1 blanques torre | 4 |
| 3 | a8 negres torre · b8 negres cavall · c8 negres alfil · d8 negres dama · f8 negres torre · g8 negres rei · a7 negres peó · b7 negres peó · c7 negres peó · d7 negres cavall · f7 negres peó · g7 negres peó · h7 negres peó · e6 negres peó · d5 negres peó · e5 blanques peó · b4 negres alfil · d4 blanques peó · c3 blanques cavall · d3 blanques alfil · f3 blanques cavall · a2 blanques peó · b2 blanques peó · c2 blanques peó · f2 blanques peó · g2 blanques peó · h2 blanques peó · a1 blanques torre · c1 blanques alfil · d1 blanques dama · e1 blanques rei · h1 blanques torre | a8 negres torre · b8 negres cavall · c8 negres alfil · d8 negres dama · f8 negres torre · g8 negres rei · a7 negres peó · b7 negres peó · c7 negres peó · d7 negres cavall · f7 negres peó · g7 negres peó · h7 negres peó · e6 negres peó · d5 negres peó · e5 blanques peó · b4 negres alfil · d4 blanques peó · c3 blanques cavall · d3 blanques alfil · f3 blanques cavall · a2 blanques peó · b2 blanques peó · c2 blanques peó · f2 blanques peó · g2 blanques peó · h2 blanques peó · a1 blanques torre · c1 blanques alfil · d1 blanques dama · e1 blanques rei · h1 blanques torre | a8 negres torre · b8 negres cavall · c8 negres alfil · d8 negres dama · f8 negres torre · g8 negres rei · a7 negres peó · b7 negres peó · c7 negres peó · d7 negres cavall · f7 negres peó · g7 negres peó · h7 negres peó · e6 negres peó · d5 negres peó · e5 blanques peó · b4 negres alfil · d4 blanques peó · c3 blanques cavall · d3 blanques alfil · f3 blanques cavall · a2 blanques peó · b2 blanques peó · c2 blanques peó · f2 blanques peó · g2 blanques peó · h2 blanques peó · a1 blanques torre · c1 blanques alfil · d1 blanques dama · e1 blanques rei · h1 blanques torre | a8 negres torre · b8 negres cavall · c8 negres alfil · d8 negres dama · f8 negres torre · g8 negres rei · a7 negres peó · b7 negres peó · c7 negres peó · d7 negres cavall · f7 negres peó · g7 negres peó · h7 negres peó · e6 negres peó · d5 negres peó · e5 blanques peó · b4 negres alfil · d4 blanques peó · c3 blanques cavall · d3 blanques alfil · f3 blanques cavall · a2 blanques peó · b2 blanques peó · c2 blanques peó · f2 blanques peó · g2 blanques peó · h2 blanques peó · a1 blanques torre · c1 blanques alfil · d1 blanques dama · e1 blanques rei · h1 blanques torre | a8 negres torre · b8 negres cavall · c8 negres alfil · d8 negres dama · f8 negres torre · g8 negres rei · a7 negres peó · b7 negres peó · c7 negres peó · d7 negres cavall · f7 negres peó · g7 negres peó · h7 negres peó · e6 negres peó · d5 negres peó · e5 blanques peó · b4 negres alfil · d4 blanques peó · c3 blanques cavall · d3 blanques alfil · f3 blanques cavall · a2 blanques peó · b2 blanques peó · c2 blanques peó · f2 blanques peó · g2 blanques peó · h2 blanques peó · a1 blanques torre · c1 blanques alfil · d1 blanques dama · e1 blanques rei · h1 blanques torre | a8 negres torre · b8 negres cavall · c8 negres alfil · d8 negres dama · f8 negres torre · g8 negres rei · a7 negres peó · b7 negres peó · c7 negres peó · d7 negres cavall · f7 negres peó · g7 negres peó · h7 negres peó · e6 negres peó · d5 negres peó · e5 blanques peó · b4 negres alfil · d4 blanques peó · c3 blanques cavall · d3 blanques alfil · f3 blanques cavall · a2 blanques peó · b2 blanques peó · c2 blanques peó · f2 blanques peó · g2 blanques peó · h2 blanques peó · a1 blanques torre · c1 blanques alfil · d1 blanques dama · e1 blanques rei · h1 blanques torre | a8 negres torre · b8 negres cavall · c8 negres alfil · d8 negres dama · f8 negres torre · g8 negres rei · a7 negres peó · b7 negres peó · c7 negres peó · d7 negres cavall · f7 negres peó · g7 negres peó · h7 negres peó · e6 negres peó · d5 negres peó · e5 blanques peó · b4 negres alfil · d4 blanques peó · c3 blanques cavall · d3 blanques alfil · f3 blanques cavall · a2 blanques peó · b2 blanques peó · c2 blanques peó · f2 blanques peó · g2 blanques peó · h2 blanques peó · a1 blanques torre · c1 blanques alfil · d1 blanques dama · e1 blanques rei · h1 blanques torre | a8 negres torre · b8 negres cavall · c8 negres alfil · d8 negres dama · f8 negres torre · g8 negres rei · a7 negres peó · b7 negres peó · c7 negres peó · d7 negres cavall · f7 negres peó · g7 negres peó · h7 negres peó · e6 negres peó · d5 negres peó · e5 blanques peó · b4 negres alfil · d4 blanques peó · c3 blanques cavall · d3 blanques alfil · f3 blanques cavall · a2 blanques peó · b2 blanques peó · c2 blanques peó · f2 blanques peó · g2 blanques peó · h2 blanques peó · a1 blanques torre · c1 blanques alfil · d1 blanques dama · e1 blanques rei · h1 blanques torre | 3 |
| 2 | a8 negres torre · b8 negres cavall · c8 negres alfil · d8 negres dama · f8 negres torre · g8 negres rei · a7 negres peó · b7 negres peó · c7 negres peó · d7 negres cavall · f7 negres peó · g7 negres peó · h7 negres peó · e6 negres peó · d5 negres peó · e5 blanques peó · b4 negres alfil · d4 blanques peó · c3 blanques cavall · d3 blanques alfil · f3 blanques cavall · a2 blanques peó · b2 blanques peó · c2 blanques peó · f2 blanques peó · g2 blanques peó · h2 blanques peó · a1 blanques torre · c1 blanques alfil · d1 blanques dama · e1 blanques rei · h1 blanques torre | a8 negres torre · b8 negres cavall · c8 negres alfil · d8 negres dama · f8 negres torre · g8 negres rei · a7 negres peó · b7 negres peó · c7 negres peó · d7 negres cavall · f7 negres peó · g7 negres peó · h7 negres peó · e6 negres peó · d5 negres peó · e5 blanques peó · b4 negres alfil · d4 blanques peó · c3 blanques cavall · d3 blanques alfil · f3 blanques cavall · a2 blanques peó · b2 blanques peó · c2 blanques peó · f2 blanques peó · g2 blanques peó · h2 blanques peó · a1 blanques torre · c1 blanques alfil · d1 blanques dama · e1 blanques rei · h1 blanques torre | a8 negres torre · b8 negres cavall · c8 negres alfil · d8 negres dama · f8 negres torre · g8 negres rei · a7 negres peó · b7 negres peó · c7 negres peó · d7 negres cavall · f7 negres peó · g7 negres peó · h7 negres peó · e6 negres peó · d5 negres peó · e5 blanques peó · b4 negres alfil · d4 blanques peó · c3 blanques cavall · d3 blanques alfil · f3 blanques cavall · a2 blanques peó · b2 blanques peó · c2 blanques peó · f2 blanques peó · g2 blanques peó · h2 blanques peó · a1 blanques torre · c1 blanques alfil · d1 blanques dama · e1 blanques rei · h1 blanques torre | a8 negres torre · b8 negres cavall · c8 negres alfil · d8 negres dama · f8 negres torre · g8 negres rei · a7 negres peó · b7 negres peó · c7 negres peó · d7 negres cavall · f7 negres peó · g7 negres peó · h7 negres peó · e6 negres peó · d5 negres peó · e5 blanques peó · b4 negres alfil · d4 blanques peó · c3 blanques cavall · d3 blanques alfil · f3 blanques cavall · a2 blanques peó · b2 blanques peó · c2 blanques peó · f2 blanques peó · g2 blanques peó · h2 blanques peó · a1 blanques torre · c1 blanques alfil · d1 blanques dama · e1 blanques rei · h1 blanques torre | a8 negres torre · b8 negres cavall · c8 negres alfil · d8 negres dama · f8 negres torre · g8 negres rei · a7 negres peó · b7 negres peó · c7 negres peó · d7 negres cavall · f7 negres peó · g7 negres peó · h7 negres peó · e6 negres peó · d5 negres peó · e5 blanques peó · b4 negres alfil · d4 blanques peó · c3 blanques cavall · d3 blanques alfil · f3 blanques cavall · a2 blanques peó · b2 blanques peó · c2 blanques peó · f2 blanques peó · g2 blanques peó · h2 blanques peó · a1 blanques torre · c1 blanques alfil · d1 blanques dama · e1 blanques rei · h1 blanques torre | a8 negres torre · b8 negres cavall · c8 negres alfil · d8 negres dama · f8 negres torre · g8 negres rei · a7 negres peó · b7 negres peó · c7 negres peó · d7 negres cavall · f7 negres peó · g7 negres peó · h7 negres peó · e6 negres peó · d5 negres peó · e5 blanques peó · b4 negres alfil · d4 blanques peó · c3 blanques cavall · d3 blanques alfil · f3 blanques cavall · a2 blanques peó · b2 blanques peó · c2 blanques peó · f2 blanques peó · g2 blanques peó · h2 blanques peó · a1 blanques torre · c1 blanques alfil · d1 blanques dama · e1 blanques rei · h1 blanques torre | a8 negres torre · b8 negres cavall · c8 negres alfil · d8 negres dama · f8 negres torre · g8 negres rei · a7 negres peó · b7 negres peó · c7 negres peó · d7 negres cavall · f7 negres peó · g7 negres peó · h7 negres peó · e6 negres peó · d5 negres peó · e5 blanques peó · b4 negres alfil · d4 blanques peó · c3 blanques cavall · d3 blanques alfil · f3 blanques cavall · a2 blanques peó · b2 blanques peó · c2 blanques peó · f2 blanques peó · g2 blanques peó · h2 blanques peó · a1 blanques torre · c1 blanques alfil · d1 blanques dama · e1 blanques rei · h1 blanques torre | a8 negres torre · b8 negres cavall · c8 negres alfil · d8 negres dama · f8 negres torre · g8 negres rei · a7 negres peó · b7 negres peó · c7 negres peó · d7 negres cavall · f7 negres peó · g7 negres peó · h7 negres peó · e6 negres peó · d5 negres peó · e5 blanques peó · b4 negres alfil · d4 blanques peó · c3 blanques cavall · d3 blanques alfil · f3 blanques cavall · a2 blanques peó · b2 blanques peó · c2 blanques peó · f2 blanques peó · g2 blanques peó · h2 blanques peó · a1 blanques torre · c1 blanques alfil · d1 blanques dama · e1 blanques rei · h1 blanques torre | 2 |
| 1 | a8 negres torre · b8 negres cavall · c8 negres alfil · d8 negres dama · f8 negres torre · g8 negres rei · a7 negres peó · b7 negres peó · c7 negres peó · d7 negres cavall · f7 negres peó · g7 negres peó · h7 negres peó · e6 negres peó · d5 negres peó · e5 blanques peó · b4 negres alfil · d4 blanques peó · c3 blanques cavall · d3 blanques alfil · f3 blanques cavall · a2 blanques peó · b2 blanques peó · c2 blanques peó · f2 blanques peó · g2 blanques peó · h2 blanques peó · a1 blanques torre · c1 blanques alfil · d1 blanques dama · e1 blanques rei · h1 blanques torre | a8 negres torre · b8 negres cavall · c8 negres alfil · d8 negres dama · f8 negres torre · g8 negres rei · a7 negres peó · b7 negres peó · c7 negres peó · d7 negres cavall · f7 negres peó · g7 negres peó · h7 negres peó · e6 negres peó · d5 negres peó · e5 blanques peó · b4 negres alfil · d4 blanques peó · c3 blanques cavall · d3 blanques alfil · f3 blanques cavall · a2 blanques peó · b2 blanques peó · c2 blanques peó · f2 blanques peó · g2 blanques peó · h2 blanques peó · a1 blanques torre · c1 blanques alfil · d1 blanques dama · e1 blanques rei · h1 blanques torre | a8 negres torre · b8 negres cavall · c8 negres alfil · d8 negres dama · f8 negres torre · g8 negres rei · a7 negres peó · b7 negres peó · c7 negres peó · d7 negres cavall · f7 negres peó · g7 negres peó · h7 negres peó · e6 negres peó · d5 negres peó · e5 blanques peó · b4 negres alfil · d4 blanques peó · c3 blanques cavall · d3 blanques alfil · f3 blanques cavall · a2 blanques peó · b2 blanques peó · c2 blanques peó · f2 blanques peó · g2 blanques peó · h2 blanques peó · a1 blanques torre · c1 blanques alfil · d1 blanques dama · e1 blanques rei · h1 blanques torre | a8 negres torre · b8 negres cavall · c8 negres alfil · d8 negres dama · f8 negres torre · g8 negres rei · a7 negres peó · b7 negres peó · c7 negres peó · d7 negres cavall · f7 negres peó · g7 negres peó · h7 negres peó · e6 negres peó · d5 negres peó · e5 blanques peó · b4 negres alfil · d4 blanques peó · c3 blanques cavall · d3 blanques alfil · f3 blanques cavall · a2 blanques peó · b2 blanques peó · c2 blanques peó · f2 blanques peó · g2 blanques peó · h2 blanques peó · a1 blanques torre · c1 blanques alfil · d1 blanques dama · e1 blanques rei · h1 blanques torre | a8 negres torre · b8 negres cavall · c8 negres alfil · d8 negres dama · f8 negres torre · g8 negres rei · a7 negres peó · b7 negres peó · c7 negres peó · d7 negres cavall · f7 negres peó · g7 negres peó · h7 negres peó · e6 negres peó · d5 negres peó · e5 blanques peó · b4 negres alfil · d4 blanques peó · c3 blanques cavall · d3 blanques alfil · f3 blanques cavall · a2 blanques peó · b2 blanques peó · c2 blanques peó · f2 blanques peó · g2 blanques peó · h2 blanques peó · a1 blanques torre · c1 blanques alfil · d1 blanques dama · e1 blanques rei · h1 blanques torre | a8 negres torre · b8 negres cavall · c8 negres alfil · d8 negres dama · f8 negres torre · g8 negres rei · a7 negres peó · b7 negres peó · c7 negres peó · d7 negres cavall · f7 negres peó · g7 negres peó · h7 negres peó · e6 negres peó · d5 negres peó · e5 blanques peó · b4 negres alfil · d4 blanques peó · c3 blanques cavall · d3 blanques alfil · f3 blanques cavall · a2 blanques peó · b2 blanques peó · c2 blanques peó · f2 blanques peó · g2 blanques peó · h2 blanques peó · a1 blanques torre · c1 blanques alfil · d1 blanques dama · e1 blanques rei · h1 blanques torre | a8 negres torre · b8 negres cavall · c8 negres alfil · d8 negres dama · f8 negres torre · g8 negres rei · a7 negres peó · b7 negres peó · c7 negres peó · d7 negres cavall · f7 negres peó · g7 negres peó · h7 negres peó · e6 negres peó · d5 negres peó · e5 blanques peó · b4 negres alfil · d4 blanques peó · c3 blanques cavall · d3 blanques alfil · f3 blanques cavall · a2 blanques peó · b2 blanques peó · c2 blanques peó · f2 blanques peó · g2 blanques peó · h2 blanques peó · a1 blanques torre · c1 blanques alfil · d1 blanques dama · e1 blanques rei · h1 blanques torre | a8 negres torre · b8 negres cavall · c8 negres alfil · d8 negres dama · f8 negres torre · g8 negres rei · a7 negres peó · b7 negres peó · c7 negres peó · d7 negres cavall · f7 negres peó · g7 negres peó · h7 negres peó · e6 negres peó · d5 negres peó · e5 blanques peó · b4 negres alfil · d4 blanques peó · c3 blanques cavall · d3 blanques alfil · f3 blanques cavall · a2 blanques peó · b2 blanques peó · c2 blanques peó · f2 blanques peó · g2 blanques peó · h2 blanques peó · a1 blanques torre · c1 blanques alfil · d1 blanques dama · e1 blanques rei · h1 blanques torre | 1 |
|   | a | b | c | d | e | f | g | h |   |

La posició de la dreta, que podria ocórrer després dels moviments 1.e4 e6 2.d4 d5 3.Cc3 Cf6 4.e5 Cfd7 5.Cf3 Ab4 6.Ad3 0-0?? (vegeu el diagrama), és un cas simple on aquest sacrifici rutlla. El blanc pot jugar 7.Axh7+! Rxh7 8.Cg5+ per forçar les negres a entregar la dama per evitar el mat:
- 8...Rh8 9.Dh5+ Rg8 10.Dh7#
- 8...Rg8 9.Dh5 Dxg5 (9...Re8 10.Dxf7+ Rh8 11.Dh5+ Rg8 12.Dh7+ Rf8 13.Dh8+ Re7 14.Dxg7#) 10.Axg5 guanya la dama
- 8...Rh6 9.Cxe6+ guanya la dama
- 8...Rg6 9.h4 i no hi ha cap manera satisfactòria de parar l'amenaça de 10.h5+ Rh6 (10...Rf5 11.Df3#) 11.Cxf7+, guanyant la dama
- 8...Dxg5 9.Axg5 guanya la dama

Aquestes variants són típiques de molts sacrificis tipus regal grec, encara que el resultat no és sempre tan definit.
El negre podria jugar 7...Rh8, però a causa de la pobra seguretat del rei, això també condueix a una posició perduda:
7...Rh8 8.Cg5 g6 9.Dg4 De7 10.Dh3 Rg7 11.O-O Cc6 12.Cge4 f6 13.Ah6+ Rf7 14.exf6 Cxf6 15.Cg5+ Re8 16.Axg6+ Rd8 17.Axf8 Dxf8
Els sacrificis grecs, o la seva amenaça, ocorren de manera relativament freqüent en joc, especialment en els nivells més baixos. Un dels exemples més famosos del sacrifici es troba en la partida Edgar Colle - O'Hanlon, Niça 1930. Menys comunament, un sacrifici grec pot ser el preludi d'un sacrifici doble d'alfil, com vist a la partida Lasker - Bauer (Amsterdam, 1889).
L'etimologia de la frase "Regal grec" en aquest context no és massa clara. L'explicació òbvia és que al·ludeix al cavall de Troia, i específicament al famós timeo danaos et dona ferentes de Virgili ("Cal tenir por dels grecs fins i tot quan porten regals", Eneida II.49). Tanmateix, The Oxford Companion to Chess suggereix que una explicació és que el sacrifici sovint ocorria en les partides de Gioachino Greco.